# بیرگیته استم
بیرگیته استم (انگلیسی: Birgitte Sættem؛ زادهٔ ۹ ژوئیهٔ ۱۹۷۸) بازیکن هندبال اهل نروژ است.